# Tranquilo Cappozzo
Tranquilo Cappozzo of dikwijls ook Capozzo (25 januari 1918 – provincie Córdoba, 14 mei 2003) was een Argentijns roeier.
Cappozzo maakte zijn debuut op de Olympische Spelen van 1948 in de skiff en haalde de halve finale. Hij won samen met Eduardo Guerrero olympisch goud in de dubbel-twee tijdens de Spelen van 1952; dit was de laatste Argentijnse gouden medaille tot de gouden medaille van het Argentijnse mannenvoetbalteam tijdens de Olympische Spelen van 2004.

## Resultaten
- Olympische Zomerspelen 1948 in Londen halve finale in de skiff
- Olympische Zomerspelen 1952 in Helsinki  in de dubbel-twee

1904: John Mulcahy & William Varley ·
1920: Paul Costello & John B. Kelly, Sr. ·
1924: Paul Costello & John B. Kelly, Sr. ·
1928: Paul Costello & Charles McIlvaine ·
1932: Kenneth Myers & Garrett Gilmore ·
1936: Jack Beresford & Leslie Southwood ·
1948: Richard Burnell & Bert Bushnell ·
1952: Tranquilo Cappozzo & Eduardo Guerrero ·
1956: Aleksandr Berkoetov & Joeri Tjoekalov ·
1960: Václav Kozák & Pavel Schmidt ·
1964: Oleg Tjoerin & Boris Doebrovsky ·
1968: Anatoli Sass & Aleksandr Timosjinin ·
1972: Aleksandr Timosjinin & Gennadi Korsjikov ·
1976: Frank Hansen & Alf Hansen ·
1980: Joachim Dreifke & Klaus Kröppelien ·
1984: Bradley Lewis & Paul Enquist ·
1988: Nico Rienks & Ronald Florijn ·
1992: Stephen Hawkins & Peter Antonie ·
1996: Agostino Abbagnale & Davide Tizzano ·
2000: Luka Špik & Iztok Čop ·
2004: Sébastien Vieilledent & Adrien Hardy ·
2008: David Crawshay & Scott Brennan ·
2012: Nathan Cohen & Joseph Sullivan  ·
2016: Martin Sinković & Valent Sinković ·
2020: Hugo Boucheron & Matthieu Androdias  ·
2024: Andrei Cornea & Marian Enache